# Textilní lano
Textilní lano (anglicky textile rope, německy Textilseil) je délková textilie s průměrem větším než 4 mm obsahující nejméně 3 stáčené nebo splétané niťové prameny nebo textilní jádro se splétaným nebo plastickým pláštěm.

## Z historie textilních lan
Jedno z nejstarších dosud objevených lan je útržek rybářské sítě ze střední doby kamenné ve Finsku (8–10 000 let) zhotovené z lýkových vláken (viz snímek (1)). Mnohem starší je obtisk plošné textilie domněle zhotovené z provazů. Tento objekt z období 24 000 let před n. l. byl objeven u Pavlova na jižní Moravě.
Z období před 2 500 lety pochází lano ze stonků papyrusu nalezené v údolí Nilu, stáčeného ze tří niťových pramenů způsobem, který byl velmi podobný technice používané k řemeslné výrobě lan až do poloviny minulého století (stáčení na „lanové dráze“ (viz snímek (2))). Jako surovina sloužila až do 50. let 20. století k výrobě pouze přírodní vlákna. Podle statistiky z roku 1951 se na lana a provaznické výrobky celosvětově spotřebovalo asi 160 000 tun vláken, z toho bylo 80 % vláken z listů (sisal, abaka, agave) a zbytek juta, bavlna a len.
Koncem 19. století se začala vyrábět splétaná lana, od poloviny 20. století s použitím syntetických filamentů také výrobky s nosností až 250 tun zhotovené na speciálních splétacích strojích. Od té doby sestávaly prakticky všechny nové výrobky ze syntetických vláken, tyto materiály zčásti nahradily dosud používaná lana z ocelových drátů a z přírodních vláken.
V 60. letech přišla na trh lana z paralelně ložených přízí obalených plastickým (litým) pláštěm a o 20 let později se začaly do plastického obalu paralelně ukládat prameny z filamentů. Některé varianty těchto výrobků dosahují nosnosti 1500 tun.

## Vlákenný materiál
Jediný publikovaný přehled o světové spotřebě vláken na lana a provaznické výrobky je hrubý odhad o syntetických materiálech z konce minulého století. V tomto se udává spotřeba 246 000 tun, z toho asi 66 % polyolefinů (PP a PE), 23 % polyamidy a 11 % polyestery. Ve statistice bylo zahrnuto také asi 2 000 tun aramidových a ultrapevných vláken. Hodnota všech produkovaných lan se odhadovala na 1,5 miliardy US$. Množství použitých přírodních vláken není (v roce 2011) nikde evidováno.
K výrobě lan se vlákenný materiál používá ve formě staplové příze, multi- a monofilamentů a jako příze z fóliových pásků.

## Struktura textilních lan
Podle struktury se lana obvykle dělí na dvě kategorie: stáčená nebo splétaná a lana s nízkým zákrutem. (Tkaná lana nebyla dosud (do roku 2012) popsána v odborné literatuře).

### Stáčená a splétaná lana
Předloha pro stáčená a splétaná lana jsou niťové prameny (anglicky strands). Jsou do „šňůry“ vzniklé ze skaných přízí několikanásobným družením a zakrucováním. Prameny mohou dosáhnout průměru až 5 cm.
Nejpoužívanější druhy:
- Lano stáčené ze 3, 4 nebo 6 pramenů (viz snímek (3)). Stáčecí zákrut je vždy v opačném směru k zákrutu pramenů, s počtem zákrutů (cca 4–150/m) v mnoha variantách. Používané příze jsou z přírodních vláken, ze syntetických filamentů nebo i z fóliových pásků.

- Lano splétané z 8 pramenů. Při splétání se otáčí vždy 4 a 4 cívky s přiváděnými prameny na tzv. paličkách protisměrně. Vyrábí se ze všech známých materiálů včetně ultrapevných vláken.

- Duté splétané lano (viz snímek (5)). Vyrábí se nejčastěji jako osmi- nebo dvanáctipramenné, známé jsou však také výrobky ze 16 a více pramenů. Polovina z nich má vždy opačný zákrut, prameny vytváří na povrchu plátnové nebo (častěji) keprové vzorování. Dutina při zatížení lana obvykle zaniká. Lana s dutinou mohou mít o něco vyšší pevnost oproti srovnatelným výrobkům bez dutiny.

- Dvojitě splétané lano (viz snímek (6)). Vnitřní vrstva je obvykle z 12 pramenů a plášť tvoří spletenec z 24–36 pramenů. Jádro a plášť bývají často z rozdílných materiálů (např. PA/PES). Dvojitá lana se dají vyrábět až do průměru 240 mm, pevnost je až o 30 % vyšší než u stáčených a o 10 % vyšší než u jednoduše splétaných lan.

- Celistvě splétané lano (zvané také paralelně splétané) vzniká tak, že všechny přiváděné prameny se otáčí stejným směrem a prochází osou lana. Často se vyrábí z bavlny, výrobky jsou nejpružnější ze všech druhů lan. Použití: převážně k dekorativním účelům.

### Lana s nízkým zákrutem
Jsou to výrobky s jádrem z paralelně ložených splétaných lanek, filamentů nebo tzv. drátěných lan drženým pohromadě hadicí ze splétaných nití nebo plastickým pláštěm.
- Speciální konstrukce na způsob drátěného lana (wire-rope type) obsahuje v základním provedení šest pramenů stočených s velmi nízkým zákrutem kolem jednoho nezakrouceného pramene a celý soubor je obalen tenkým splétaným pláštěm. „Drátěná“ lana se vyrábí také dvojitá – vnější vrstva pak sestává z 12 pramenů stáčených kolem šestipramenného lana a splétaného pláště. V těchto strukturách se dosahuje vynikající využití substanční pevnosti vláken (až 85 %) a lana mohou mít nosnost až 1000 tun. Vyrábí se často z kombinací různých materiálů, jádro zpravidla z ultrapevných vláken.

U jedné z variant těchto lan jsou také jednotlivé prameny obalené pláštěm.
- Lano s paralelně loženými, nezakroucenými lanky (sub-ropes) nebo svazky skaných nití obalené splétaným pláštěm. Pevnost jednotlivých pramenů se u této struktury využívá až na 85 % (u konvenčně splétaných 45–60 %), velmi tlustá lana v tomto provedení dosáhla už nosnosti 1500 tun.

- Kernmantel je podobný paralelně loženému lanu, jen v jemnějším provedení. Jádro (kern) je z paralelně ložených nebo skaných přízí, ze stáčených nebo splétaných lanek, tenký splétaný obal (mantel) je většinou pestrobarevný. Kernmatel může být klasifikován buďto jako dynamické lano (s tažností nad 8 %, pro horolezecké účely) nebo jako statické (tažnost pod 5 %)[2] (viz snímek (7)).
- Lana typu Parafil sestávají z velkého počtu paralelně ložených filamentů držených pohromadě plastickým pláštěm. U těchto výrobků se dosahuje podobný stupeň využití pevnosti jednotlivých elementů jako u ostatních lan s nízkým zákrutem. Použití: zejména k zakotvení sloupů a stožárů.

### Tkaná lana
(resp. lanka) byla vyvinuta v 1. dekádě 21. století. Dají se vyrábět až do průměru 20 mm s ovíjeným jádrem nebo jako 3D tkaniny. Jako příklady jejich použití se uvádí vodní sporty, camping, tkaničky do bot apod. Za největší výhodu se považuje několikanásobně vyšší produktivita jejich výroby oproti splétaným nebo stáčeným výrobkům. Údaje o jejich fyzikálních vlastnostech nebyly dosud zveřejněny.

## Vlastnosti
Nejdůležitější je
pevnost (absolutní, tržná délka, za sucha, za mokra, ve spojích) a průtažnost (bez zatížení, se zatížením, zotavení).
Příklady pevnosti a průtažnosti běžných druhů lan s průměrem 12 mm:
| Materiál | Konstrukce                                 | Pevnost (kN) | Tržná délka (km) | Průtažnost při přetrhu (v %) |
| konopí   | 8 splétaných pramenů po 3 stáčených        | 10,6         | 9,8              | 6                            |
| PA       | 8 splétaných pramenů po 3 stáčených        | 25,3         | 27,              | 30                           |
| PA       | dvojitě splétaný po 12 dutých pramenech    | 32,3         | 33,7             | 27                           |
| PES      | 8 splétaných pramenů po 3 stáčených        | 25,4         | 22,4             | 17                           |
| PES      | dvojitě splétaný po 12 dutých pramenech    | 39,2         | 30,3             | 15                           |
| PP       | 8 splétaných pramenů po 3 stáčených        | 18,4         | 27,2             | 12                           |
| PP       | 8 splétaných pramenů z ultrapevných vláken | 28,4         | 32,2             | 12                           |
| aramid   | stáčené „dráty“                            | 107          | 85,4             | 2                            |
| HMPE     | stáčené „dráty“                            | 126          | 136              | 2,2                          |
| HMPE     | 12 splétaných po 8 splétaných pramenech    | 100          | 107              | 4                            |
| LCP      | 12 splétaných pramenů                      | 137          | 102              | 4                            |

Vedle těchto vlastností se testují a hodnotí další kriteria, zejména
únava, odolnost proti tření, proti slunečnímu záření, ohebnost, sráživost, spojování konců (splicing, uzly aj.)
Od 90. let minulého století se lana konstruují s pomocí speciálních počítačových programů, které umožňují téměř optimální přizpůsobení vlastností k předpokládanému použití lana (Predicting rope properties).

## Použití
K hlavním oblastem patří: námořní a říční doprava, rybářství, jeřáby a elevátory, ukotvení čerpadel ropy a stožárů, sportovní nářadí (horolezectví, švihadla atd.)

## Výrobní zařízení
Postup výroby sestává v principu ze skaní příze, zhotovení niťových pramenů a vlastní výroby lan.

### Skaní
se provádí na dvouzákrutových nebo (méně často) na křídlových strojích.

### Výroba pramenů
Niťové prameny se nejčastěji zhotovují na tzv. pramenicích (anglicky strander), což jsou speciální skací stroje, na kterých se niti z několika cívek druží v rameni otočného křídla, mezi křídlem a následujícím průvlakem se pak svazek nití zakrucuje v sestavě závislé na seřízení průvlaku.

#### Používané stroje
- Jednozákrutové pramenice, na kterých křídlo dosahuje 225–1250 ot.min., na stroji se dají vyrábět prameny s tloušťkou 2–50 mm jako předloha pro splétací stroje na hadicová nebo čtyřhranná lana[4]
- Dvouzákrutové pramenice, se zakrucováním s pomocí křídla s otáčkami 800–1000/min., s předlohou až 24 cívek, hotové prameny s tloušťkou 2–200 mm[5]
- Speciální dvouzákrutové skací stroje (two-for-one-twister) s otáčkami křídla 500–1000/min. na výrobu pramenů s tloušťkou až 1,5×106 tex (průměr 5–18 mm), na cívky (česky také: manipulační bubny) se vejde až 200 kg hotových pramenů.[6]
- Prameny a hotová „drátěná“ lana z (měkce zakroucených pramenů) se zhotovují na planetárních[7][8]

### Stáčecí stroje
Zařízení ke stáčení lan na lanové dráze se v současné době nabízí jen jako model pro hobby-provazníky a řemeslně použitelné přístroje se předvádějí v některých muzeích.
Průmyslově se stáčená lana se v současné době vyrábí na agregátech (integral rope-making machines), ve kterých je ke stáčecímu stroji jako předstupeň integrována pramenice Zakrucovací křídlo na stáčecím stroji pracuje s 250–360 ot./min., předkládat se může až 4x56 cívek s přízí, výsledné lano ze 3 nebo 4 pramenů může mít tloušťku 3–44 mm se 4–50 zákruty/m.

#### Teorie rozkrucování
Teorie se zakládá na tézi, podle které nitě při skaní (nebo prameny při stáčení) tvoří spirály, které že se dotýkají vždy jen vnitřní stranou jádra, zatímco druhá strana je odvrácená a musí překonat větší vzdálenost. Důsledkem tohoto jevu je rozkrucování nebo překrucování jednotlivých komponentů stáčených lan, resp. skané příze, jejichž výše se dá poměrně přesně matematicky vyjádřit.
V praxi to znamená, že např. když se tří prameny se zákrutem "Z" zpracovávají při stáčení se stejnosměrným zákrutem "Z", přibývá na jednotlivých pramenech s každou otáčkou stroje (křídla) zhruba jeden zákrut a naopak při stáčení těchto pramenů „doleva“ ("S") se prameny rozkrucují a hotové lano ztrácí část pevnosti.
U lan z materiálů s vyšší tažností se shora popsané rozdíly z větší části vyrovnají, ale u ultrapevných vláken (s tažností 2-4 %) je bezpodmínečně nutné provádět stáčení (nebo skaní) na strojích se zařízením na udělování „předzákrutu“. Ten se uděluje zpravidla s pomocí separátního náhonu rámu s předkládanými cívkami, kde je výše předzákrutu nastavitelná (např. faktor 0,4–2,6, kterým se vyrovnává následující rozkroucení).

### Splétací stroje
Splétací stroje (braiding machines) se staví na stejném principu jako byla tato zařízení už na začátku minulého století, to znamená cívky s niťovými prameny se otáčí v kruhu kolem nálevky, do které se všechny prameny sbíhají. Cívky jsou nasazeny v tzv. paličkách, s pomocí kterých se při každé otáčce stroje mění směr odvíjení pramene (viz snímek (4)).
Jednotlivé typy strojů jsou konstruovány pro lana různých průměrů (cca 20–240 mm). Stroje se staví s 12 až 32 paličkami (jednotlivé cívky s objemem až 0,75 m³) a nejjemnější běží např. s 230 ot./min., nejhrubší s 9/min. Na každou paličku se mohou nasazovat také cívky se sdruženými prameny (maximálně 4).
Ke speciálním provedením patří např. stroje na oplétání (dvojitě splétaných) lan. Uprostřed mezi splétajícími prameny je do sběrné nálevky vedeno hotově spletené jádro (obvykle z pevnějších materiálů).

### Tkací stroje
(známé cca od roku 2009) jsou jehlové stroje na stuhy ve speciálním provedení. Dá se na nich tkát (resp. protkávat jádro lanka) až s 2000 obr./min.

### Nanášení plastických plášťů na lana s paralelně loženými prameny
Plášť se většinou zhotovuje u polyuretanové pryskyřice, nanášení se provádí pultruzí nebo nastřikováním.

### Dloužení a paření textilních lan
Prameny na lana z ultrapevných vláken se dlouží v páře při cca 120 °C a tím se dosáhne zvýšení pevnosti lana až o 20 %.

## Galerie textilních lan

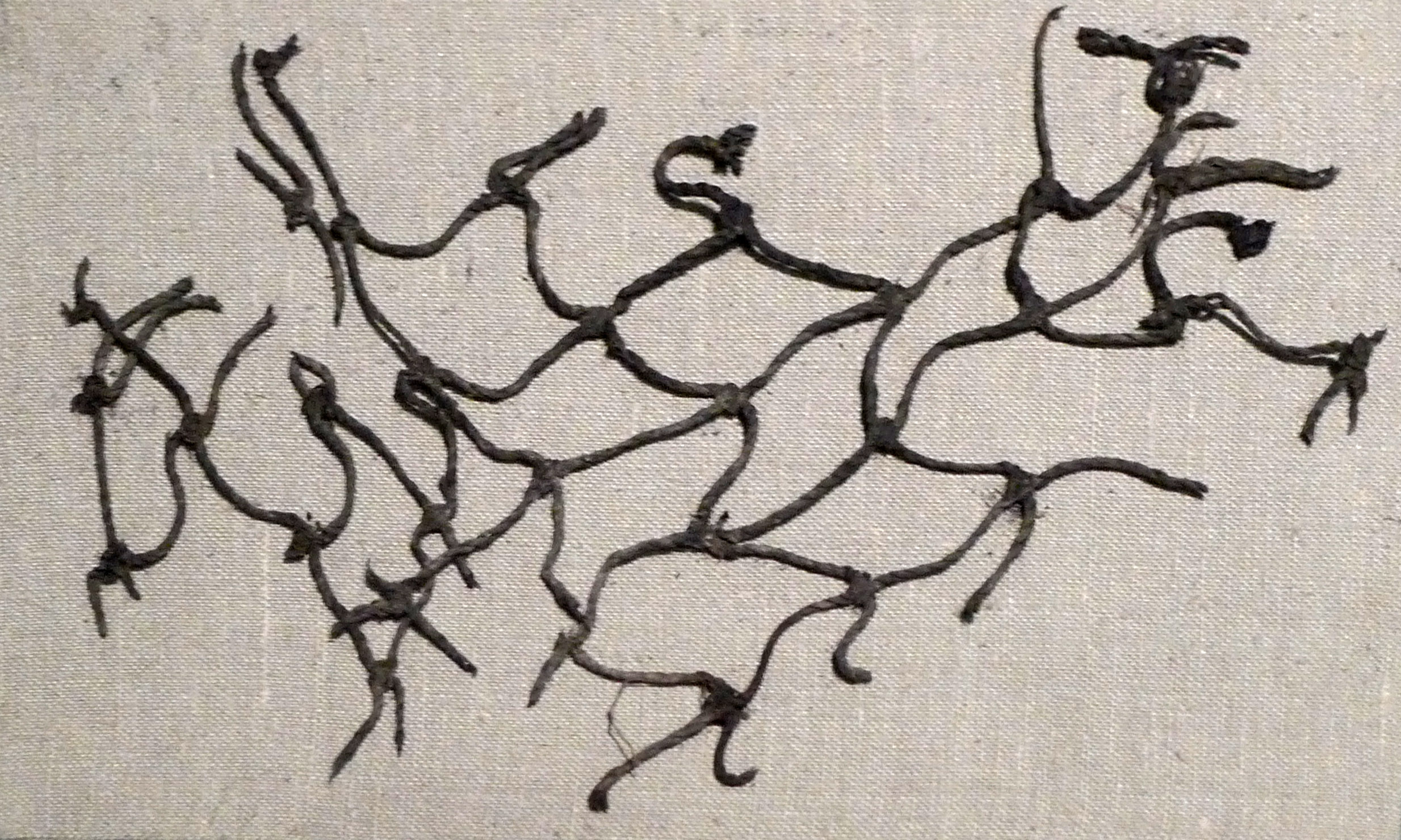
(1)Textilní lano z mladší doby kamenné
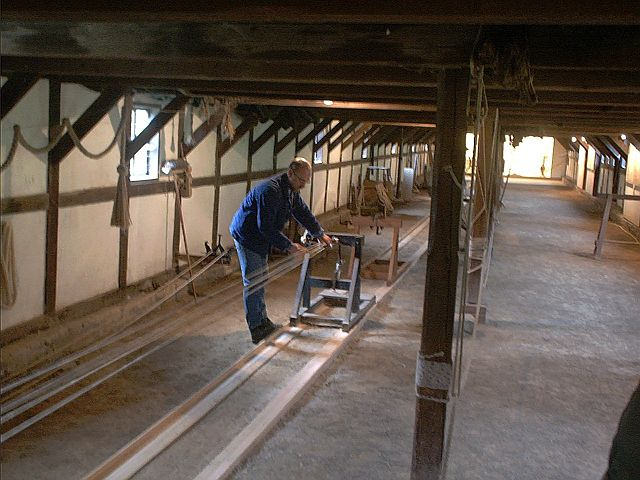
(2)Řemeslná výroba na lanové dráze
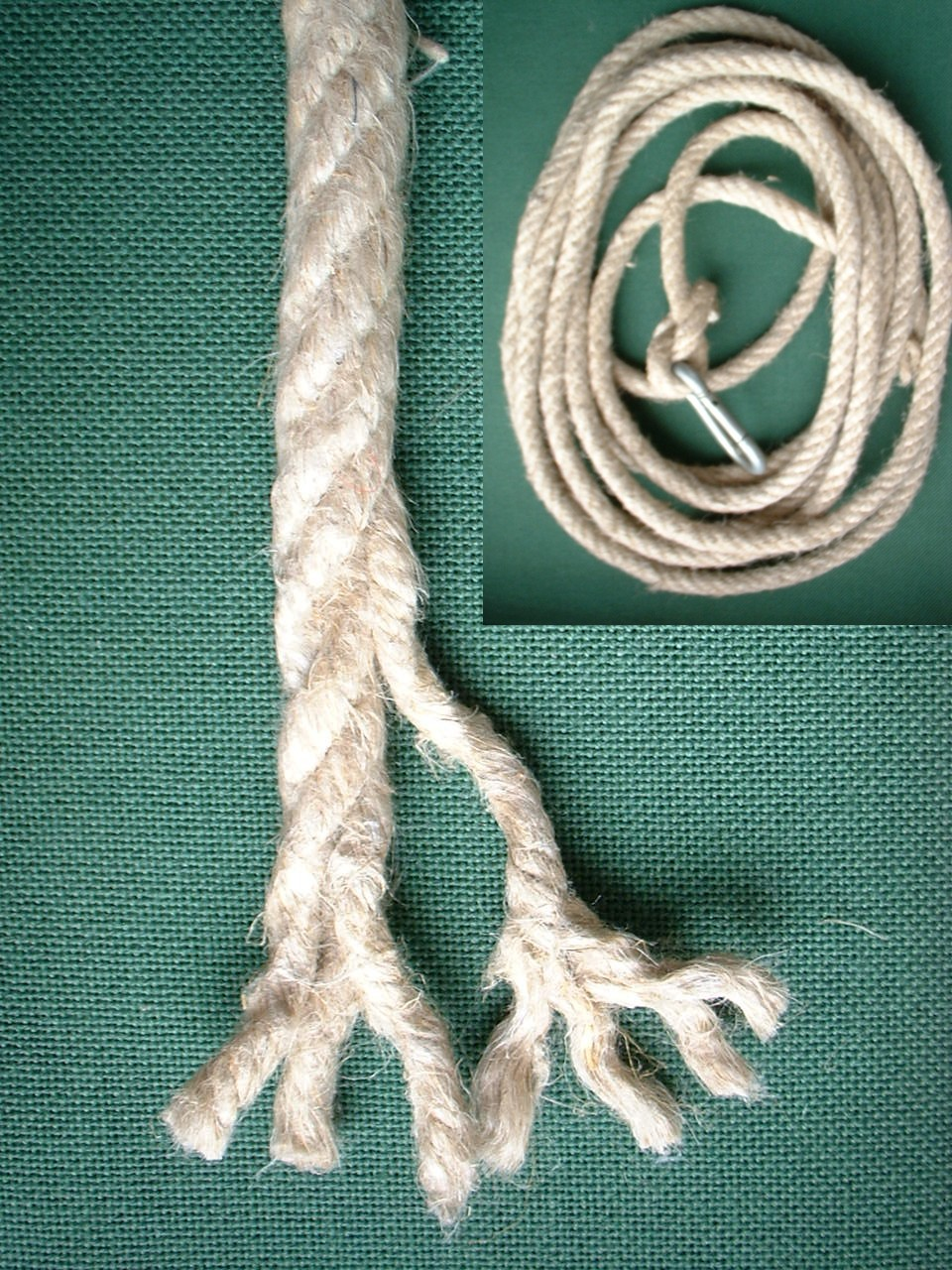
(3)Konopné lano stáčené ze 4 pramenů
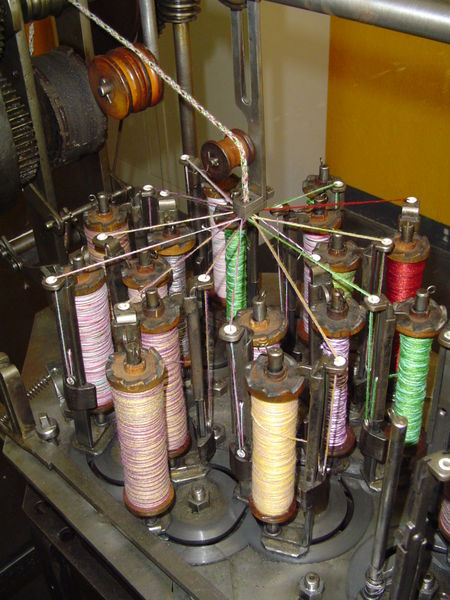
(4)Splétací stroj z roku 1925
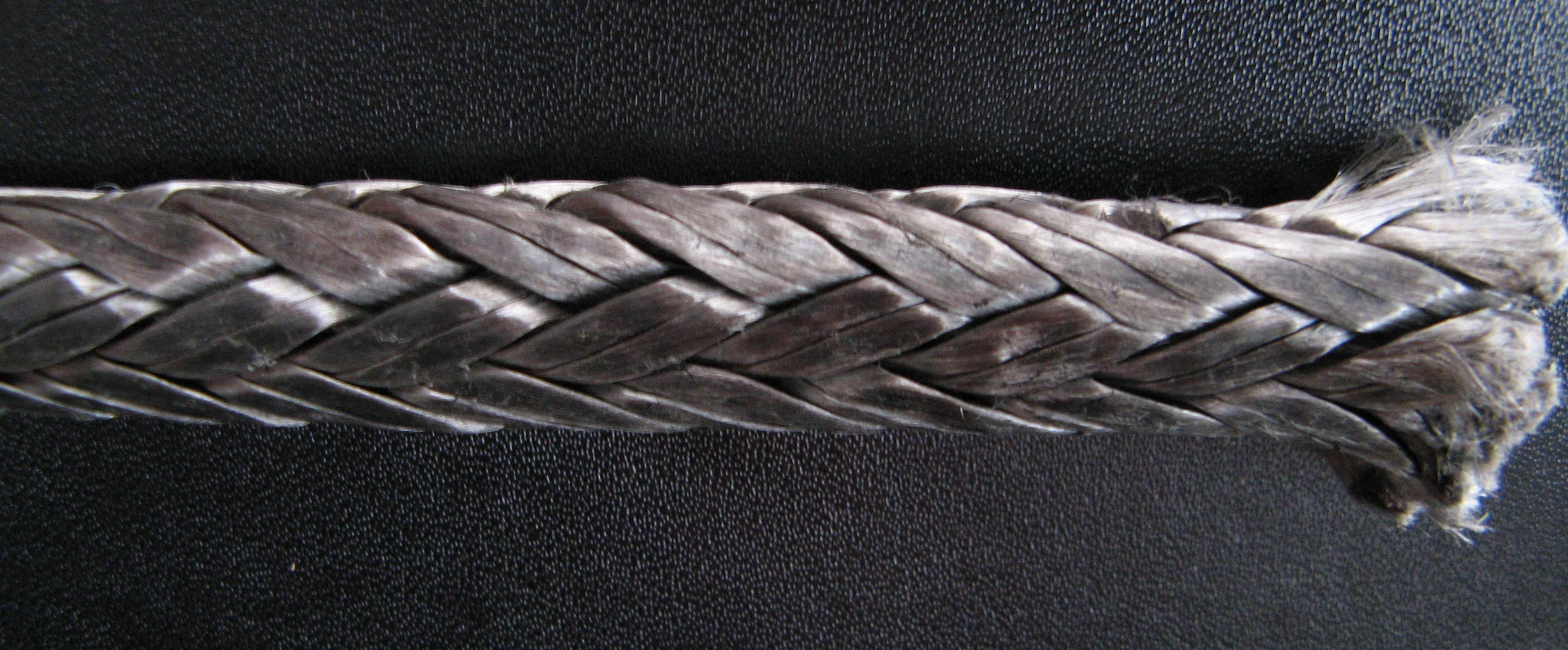
(5)Duté lano z dyneemy splétané v keprové vazbě
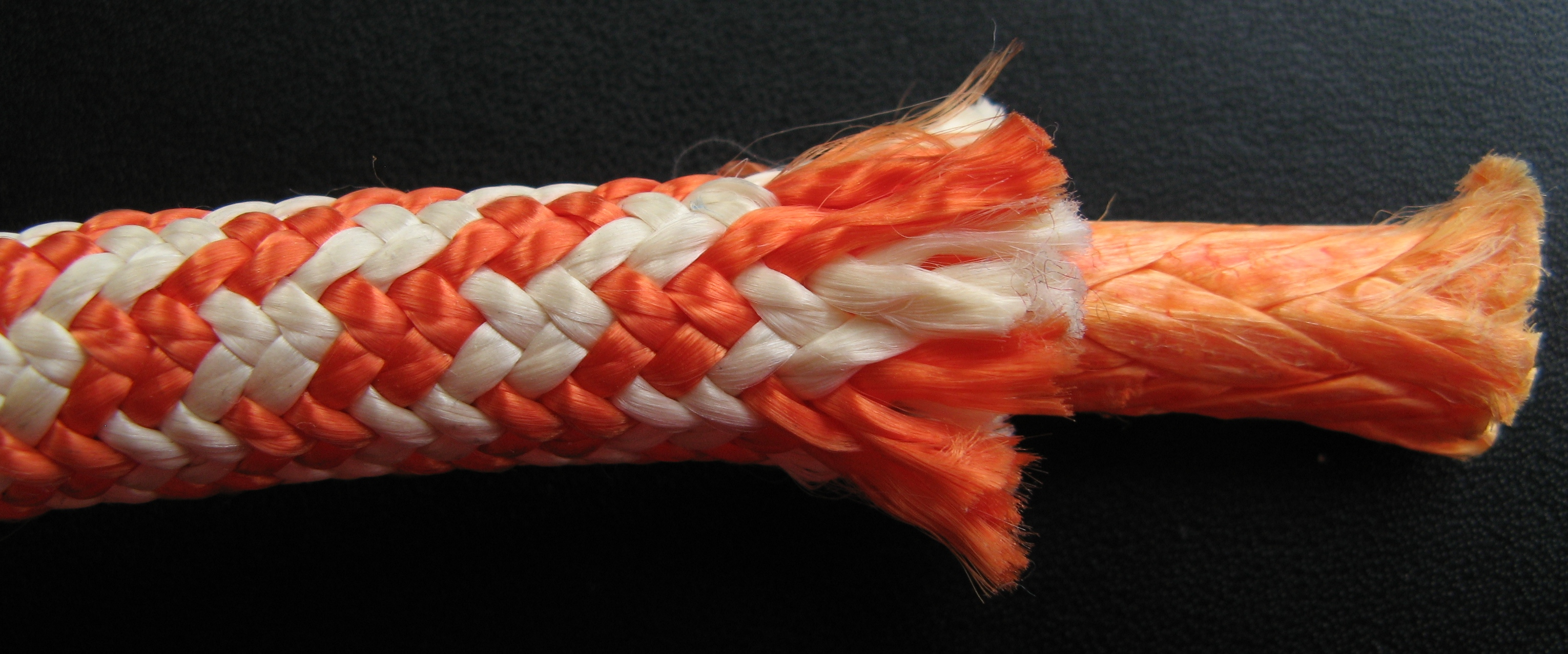
(6)Dvojitě splétané lano, jádro z dyneemy, plášť z PES
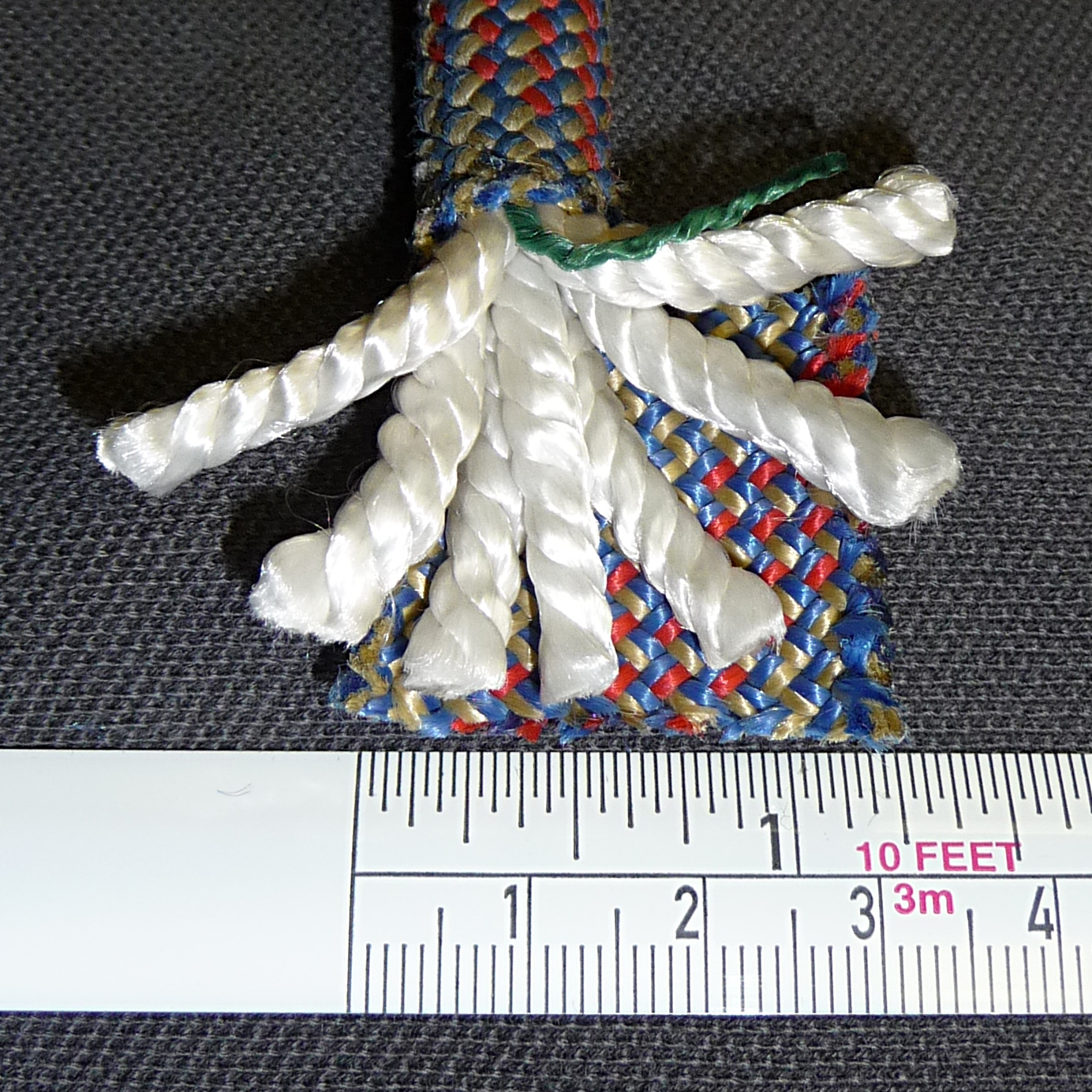
(7)Dynamické horolezecké lano typu Kernmantel z PA příze, tloušťka 10,7 mm